# Vindula lemina
Vindula lemina är en fjärilsart som beskrevs av Ribbe 1898. Vindula lemina ingår i släktet Vindula och familjen praktfjärilar. Inga underarter finns listade i Catalogue of Life.